# Microtus ochrogaster
Los topillos de la pradera (Microtus ochrogaster) son una especie de roedores de la familia Cricetidae distribuidos por Norteamérica que se caracterizan por ser roedores socialmente monógamos, que forman un fuerte vínculo de pareja y que presentan cuidados biparentales hacia las crías.

## Características
Son roedores de pequeño tamaño con un peso que oscila entre 40 y 50 gramos y con una longitud de unos 15 centímetros en la edad adulta. Tanto su cola como sus orejas son de pequeño tamaño. Poseen un pelaje marrón o gris oscuro en el dorso que toma color canela o leonado en el vientre.
Presentan dos mudas antes de la edad adulta, pasando del pelaje juvenil al subadulto y de este último al adulto. Estas mudas se prolongan durante 3 semanas cada una y durante el resto de su vida continúan mudando pero durante periodos largos del tiempo y sin mudar todo el pelo de una vez. En condiciones naturales su esperanza de vida media es de uno o dos años.

## Distribución geográfica
Se encuentran en Norteamérica distribuidos entre los prados de Ohio y Colorado, desde el sur de Canadá hasta Oklahoma y por la zona al oeste de Kansas.

## Comportamiento
Los topillos de la pradera son roedores activos durante la noche la mayor parte del año, aunque durante el invierno pueden ser más activos durante el día. Construyen madrigueras bajo tierra a unos 10 centímetros de profundidad con un intrincado sistema de túneles donde se encuentran la mayor parte del tiempo. Su dieta se basa principalmente en hierbas verdes y suculentas de la familia de las poáceas aunque pueden consumir pequeñas semillas. Su dieta completa comprende tallos y hojas de leguminosas, solanáceas, boragináceas, caprifoliáceas y asteráceas que almacenan dentro de su madriguera como reserva. Generalmente usan las mismas plantas para construir su nido dentro de la madriguera.
Estos animales se caracterizan por ser altamente sociales. Son socialmente monógamos y forman vínculos de pareja que se prolongan durante toda su vida, de hecho, las hembras no suelen buscar una nueva pareja si el macho muere o desaparece. En la naturaleza, forman pequeños grupos en sus madrigueras aunque ocasionalmente podemos encontrar grupos formados únicamente por la hembra y, en su caso, sus crías (en un 37% de los casos). Las comunidades pueden encontrarse formadas por un macho y una hembra (en un 36% de los grupos) o por pequeñas comunidades formadas por una pareja reproductiva y por familiares no activos reproductivamente (en un 26% de los grupos).
En esta especie el padre se responsabiliza del cuidado de las crías, como así lo hace la madre. Ambos progenitores coordinan su labor para evitar dejar desatendido el nido. Parte de estos comportamientos parentales consisten en recoger suavemente a las crías con los incisivos para trasladarlos al nido, acicalarlas para su limpieza y cubrirlas con el cuerpo para evitar que las crías poiquilotérmicas pierdan calor y permitiendo a su vez su alimentación. A pesar de ello, la falta del macho no produce que la madre compense su falta realizando más cuidados maternos, lo que resulta en que las crías están más desatendidas en estos ambientes familiares. Estos comportamientos sociales hacen de esta especie un modelo altamente estudiado por sus similitudes a los comportamientos sociales y parentales humanos.
Los topillos adolescentes en los grupos comunales suelen dirigir conductas de cuidado aloparental hacía sus hermanos recién nacidos.  Asimismo, es más probable que los hijos jóvenes de estos roedores monógamos dirijan este tipo de conductas a sus hermanos pequeños cuando han sido criados por ambos progenitores que cuando solo crecieron con su madre.

## Reproducción y desarrollo
En condiciones óptimas alcanzan la madurez sexual aproximadamente mes y medio después de nacer. En el caso de los machos se da a los 42-45 días de edad y en las hembras a los 34-40 días. Pueden reproducirse durante todo el año, pero la época normal de cópula es el otoño o la primavera. Durante la época reproductiva los testículos de los machos, que se encontraban en el vientre, descienden y comienzan a marcan los territorios con orina. Las hembras no son Sexualmente receptivas hasta que no tienen contacto físico con un macho y se exponen a los estímulos olfativos y feromonales de los mismos. El ritual de cortejo hasta que la hembra permita la cópula puede demorar de dos a cinco días. Tras la cópula, puede formarse el fuerte vínculo de pareja que caracteriza a la especie a través de múltiples mecanismos que incluyen la secreción de oxitocina,dopamina u opioides endógenos, entre otros. Una vez han cohabitan y copulan durante suelen formar una pareja reproductiva y social estable. A pesar de ello, al ser socialmente monógamos, si se presenta la oportunidad, tanto el macho como la hembra pueden copular con un espécimen del sexo contrario.
La gestación de la hembra dura de 20 a 21 días tras los cuales nacen unas 4 o 5 crías. En la naturaleza suelen tener de 2 a 8 crías por año. En condiciones de laboratorio, si se mantiene al macho y a la hembra en la misma caja tendrán camadas solapadas pasados de 21 a 24 días tras el parto. Las crías suelen nacer con unos 3.5 gramos de peso y de 4 a 5 centímetros de longitud. Estas se agarran fuertemente a los pezones a partir del día siguiente al parto ya que nacen con los incisivos inferiores desarrollados y desarrollan los superiores en unas 24 horas. Ante cualquier señal de peligro las crías se sujetan firmemente a los pezones de la madre. Cuando tienen crías, son altamente defensivos si se acerca un macho desconocido, adoptando una postura defensiva y atacando activamente al intruso. 
Las crías nacen con los ojos cerrados y con la piel rosada pero con tonos marrones o grises. Comienzan a tener pelo a los pocos días de edad, que en el caso de las crías toma color negro o marrón en la zona ventral. Durante los primeros días no tienen mucha movilidad, pero comienzan a abrir los ojos a los 5 días de edad y el 90% de ellas los tiene abiertos a los 10 días. Entre los 10 y los 14 días de edad las crías son completamente móviles y pueden ser destetadas a los 16, aunque lo más común es que se separen a los 20-21 días de edad, coincidiendo con la próxima camada.
Aproximadamente el 70-80% de los topillos permanecen en el nido tras el destete, es decir filopátricos, como individuos no reproductivamente activos del grupo comunal. Los individuos que abandonan el nido en la edad adulta suelen hacerlo a los 45-55 días de edad, desplazándose una media de 30m del nido.